# Owlle
Owlle, pseudonyme de France Picoulet, est une chanteuse française née le 23 septembre 1986 à Cannes. Elle est auteure-compositrice-interprète et possède un univers musical qu'elle qualifie de dream pop.

## Biographie
Après avoir étudié la scénographie dans son sud natal, Owlle s'envole à Paris afin de poursuivre sa formation à l'École des beaux-arts où son réel désir de faire de la musique se confirme.
Son nom de scène est un mot-valise tiré de l'anglais « Owl » (chouette, hibou) et de « Elle ». Cette référence à la vie nocturne est due au fait qu'elle y trouve davantage l'inspiration  pour composer sa musique que dans la vie diurne.
Si elle commence par la guitare, Owlle va rapidement faire la rencontre de l'Omnichord qui va la propulser vers un univers hypnotique de plus en plus Électro-Pop où la mélancolie côtoie la gaieté. Son originalité se traduit à travers un look atypique et assumé, des scénographies où se mêlent à la fois des expériences musicales, olfactives et visuelles, des clips colorés où les repères spatio-temporels se confondent.
En 2011, elle est lauréate du prix Inrocks Lab (Les Inrockuptibles), et gagne alors une session d'enregistrement auprès du producteur David Kosten.
En décembre 2012, paraît son premier EP Ticky Ticky dont le clip est réalisé par Emily Kai-Bock,. 
Elle collabore avec Vitalic sur le single Under Your Sun en 2012.
En 2013, elle réalise le remix de Heaven (Depeche Mode) et sort en décembre son titre Don't Lose It
Depuis ses débuts, elle a multiplié les scènes en participant à de nombreuses premières parties d'artistes comme Sébastien Tellier, Lilly Wood & The Prick ou encore Santigold et Phoenix.  Elle fut également programmée sur le tremplin Rock en Seine en 2012, et sur des scènes internationales (au Brésil et en Scandinavie).
Après plusieurs années de travail de création, Owlle sort son premier album, France, en janvier 2014 sur le label Jive Epic Sony.
Le 20 février 2014, elle sort le clip Don't lose It.
Depuis son remix pour Depeche Mode, Owlle a remixé le single Chandelier de Sia (inclus sur la nouvelle édition de l'album), et le single Peaches du groupe In The Valley Below.
La sortie de son album France en Angleterre (sous le label Aztec Records) est programmée pour le 27 octobre 2014, ainsi qu'aux États-Unis (Sony) le 28. 
Le titre Fog est le premier single officiel  et l'album comportera le titre She's Not There en bonus.

## Influences
Owlle est très influencée par la musique de la fin des années 1980 et des années 1990. Les artistes suivants sont les références musicales principales dans son cheminement artistique et personnel :  Brian Eno - Bronski Beat - David Bowie - Frank Ocean - Madonna - Grace Jones - Portishead - Cyndi Lauper - Kate Bush - Massive Attack - Gossip.

## Discographie

### Albums
- France (20 janvier 2014) Jive - Sony music)
- Heavy Weather (12 octobre 2018)
- Folle Machine (11 mars 2022)

### EP
- Ticky Ticky (3 décembre 2012) (Jive Epic)[21]
- Ticky Ticky - The Remixes (remixes de Grum, Team Ghost, Strip Steve et Moonlight Matters), (15 avril 2013) (Jive - Sony music)
- Don't Lose It (Remix) (remixes de Pyramid, Maelstrom, Saint Pepsi) (10 mars 2014)
- Fog (10 novembre 2014)
- Summer Crisis (18 mai 2018)

### Singles
- Don't Lose It (Radio Edit) (16 décembre 2013) (Jive - Sony music)
- She's Not There (The Zombies cover) (11 juillet 2014)
- In the Dark (11 janvier 2018)
- Gunfire (23 février 2018)
- D~S~D (9 mars 2018)
- Sounds Familiar (French Version) (25 février 2021)
- Sounds Familiar (International Version)  (25 février 2021)
- Mirage (7 mai 2021)
- La Flemme (19 novembre 2021)
- Le Goût de la Fête (25 février 2022)

### Divers
- Free, compilation Kitsune Parisien II, février 2012 (Kitsune)[22]
- DREEMS, Cassius, 21 juin 2019 : collaboration de Owlle sur les titres Don’t Let Me Be, Dreems et Walking in the Sunshine.